# Ekaterina Dmitrievna Golicyna
Ekaterina Dmitrievna Golicyna, in russo Екатерина Дмитриевна Голицына?, nata Cantemir (San Pietroburgo, 4 novembre 1720 – Parigi, 2 novembre 1761), è stata una nobildonna russa.

## Biografia
Figlia del principe moldavo Dimitrie Cantemir (1673-1723). Nel 1711, suo padre accettò la cittadinanza russa e si trasferì in Russia. Ricevette, da Pietro I, titolo di "Granduca" e nel 1717 sposò la principessa Anastasija Ivanovna Trubeckaja. Ebbero tre figli, ma solo Ekaterina raggiunse l'età adulta perdendo poi il padre a solo quattro anni.
Nel 1744 divenne damigella d'onore, una delle donne più belle, affascinanti e famose dell'entourage dell'imperatrice Elisabetta di Russia. Nel 1745, insieme alla madre, si recò all'estero per raggiungere il secondo marito di sua madre, Luigi d'Assia-Homburg. Dopo la sua morte a Berlino, la madre e la figlia non tornarono immediatamente a casa. Viaggiarono molto, per qualche anno vissero a Parigi, e, solo con la morte del nonno, nel 1750, ritornarono in Russia.

## Matrimonio
L'infanzia fu molto dolorosa, e probabilmente fin da giovane sapeva di non poter avere figli. Per molto tempo rifiutò tutte le offerte di matrimonio, e solo in tarda età sposò il principe Dmitrij Michajlovič Golicyn (1721-1793), capitano del reggimento Izmajlovskij. Il matrimonio ebbe luogo il 28 gennaio 1751 presso la corte imperiale, un matrimonio sfarzoso e alla presenza dell'imperatrice Elisabetta. Il giorno successivo al matrimonio ebbe luogo una cena e un ballo al quale furono invitate 200 persone.
Nel 1755 morì la madre. Nel 1757 lasciarono la Russia con lo zio, Ivan Beckoj, giungendo a Parigi.
Nel 1760, il principe Dmitrij Golicyn venne nominato ambasciatore russo a Parigi, ed Ekaterina divenne una delle donne protagonista del palazzo reale di Versailles e Parigi.

## Morte
Nel 1761 Dmitrij Golicyn ottenne un nuovo incarico diplomatico a Vienna. Tuttavia, non fu in grado di accettare l'incarico a causa di una grave malattia della moglie.
Morì il 2 novembre 1761. L'anno successivo, i resti della principessa furono trasferiti a San Pietroburgo e sepolti nella Chiesa dell'Annunciazione del Monastero di Aleksandr Nevskij.